# 서도역
서도역(Seodo station, 書道驛)은 전북특별자치도 남원시 사매면 서도리에 위치한 전라선의 역이다.

## 연혁
- 1932년 : 역사 준공
- 1934년 10월 1일 : 역원 배치 간이역으로 영업 개시
- 1937년 10월 1일 : 보통역으로 승격
- 2002년 10월 17일 : 전라선 이설로 신역사 이전
- 2004년 7월 15일 : 여객 취급 중지
- 2008년 7월 1일 : 무배치간이역으로 격하

## 관련 문화
옛 서도역은 최명희 소설 《혼불》의 배경이 되었다. 전라선 이설로 역이 옮겨가자 옛 역사는 방치되었는데, 남원시에서 이 역을 매입해 기왓장 건물과 목조로 개수해 문화마을을 조성했다.